# Victor Mallet
Sir Victor Alexander Louis Mallet (9 aprile 1893 – 18 maggio 1969) è stato un diplomatico britannico.
Figlio di Sir Bernard Mallet e figlioccio della regina Vittoria, fu educato al Winchester College e al Balliol College di Oxford. Sposò Christiana Jean Andreae nel 1925, da cui ebbe tre figli e una figlia, Anne Marie Mallet. Sua figlia fu moglie del 18º Barone Dunboyne (27 gennaio 1917 - 19 maggio 2004) e madre di John Fitzwalter Butler, 19º Barone Dunboyne (nato nel 1951).

## Carriera
Dopo aver prestato servizio in Francia e Irlanda con il Reggimento Cambridgeshire durante la prima guerra mondiale, in cui ricevette il grado di Capitano, lavorò per il Servizio Diplomatico a Teheran, Persia (1919-22 e 1933-5), Buenos Aires, Argentina (1926-8), Bruxelles, Belgio (1929-32), Washington, Stati Uniti (1936-9) e nel Foreign Office (1922-6 e 1932). Fu Ministro a Stoccolma, Svezia (1940-5) durante la seconda guerra mondiale, e Ambasciatore in Spagna (1945-6) e in Italia (1947-53).

## Curiosità
- Il suo libro "Vita con la Regina Vittoria" fu pubblicato nel 1968.
- Mallet fu anche occasionalmente un membro della Eugenics Society.